# Gobernación de Vólogda
La gobernación de Vólogda (en ruso: Вологодская губерния, Vologódskaya gubérniya) era una división administrativa (una gubernia) del Imperio ruso y de la R.S.F.S. de Rusia, la cual existió de 1796 hasta 1929. Su centro administrativo era la ciudad de Vólogda. La gobernación  estaba localizada al norte del Imperio ruso.
El territorio de la gobernación actualmente está repartido entre las óblasts de Arcángel, Vólogda, Kírov, y Kostromá, y la República de Komi.
La gobernación de Vólogda fue oficialmente creada en 1796 tras la disolución del virreinato de Vólogda (naméstnichestvo), el cual fue partido entre las gobernaciones de Arcángel y Vólogda justo antes de la nueva reforma administrativa.

## División administrativa
Estaba subdividido en 10 uyezds (los centros administrativo:
- Velsk;
- Vólogda;
- Gryázovets;
- Kádnikov;
- Nikolsk;
- Solvychegodsk;
- Totma;
- Ust-Sysolsk;
- Veliki Ústiug;
- Yárensk.

La gobernación de Vólogda cubría una área total de 402,112 kilómetros cuadrados, y tenía una población de 1,341,785 según el censo imperial de 1897. La gobernación de limitaba con la de Arcángel al norte, la de Tobolsk al nordeste, con las de Perm y Viatka al sureste, las de Kostromá y Yaroslavl al sur, la de Nóvgorod al oeste, y la de Olónets al noroeste. Los dos uyezds más  orientales, Ust-Sysolsk (92%) y Yárensk, eran predominantemente de población komi-ziriana, mientras en el resto del territorio contaban con menos del 10%.

## Historia
Históricamente la región perteneció al Gran Perm, que más tarde fue incorporado al República de Nóvgorod después de la desintegración del Rus de Kiev. Con la anexión de Nóvgorod, Vólogda también se convirtió en parte del Gran Ducado de Moscú. Entre los primeros monjes quienes establecieron el cristianismo de manera permanente en la región estaba San Esteban de Perm, nacido en la ciudad de Ústiug en algún momento del año 1340/45. En 1383  devino el primer obispo  de la recientemente establecida Eparquía de Perm. En el curso de la reforma administrativa llevada a cabo en 1708 por Pedro el Grande, el área fue incluida en la gobernación de Arjangelgorod. En 1780, Arjangelgorod, con capital en Arcángel, fue abolido y transformado en el virreinato de Vólogda. El virreinato estaba subdividido en tres óblasts: Vólogda, Veliki Ústiug, y Arcángel. El 26 de marzo de 1784 la óblast de Arcángel fue segregado y establecido como el virreinato de Arcángel. En 1796, el virreinato de Vólogda fue transformado en una gobernación con capital en la ciudad homónima.
De 1872 a 1906 la construcción de ferrocarriles conectó la gobernación con el resto del Imperio ruso.
El 24 de julio de 1918 la Comisaría Popular para Asuntos Internos de la República Socialista Federativa Soviética de Rusia estableció la gobernación de Dvina Septentrional. El área de la gobernación incluyó cinco uyezds de Vólogda: Nikolsk, Solvychegodsk, Ust-Sysolsk, Veliki Ústiug, y Yaren.
En 1918, las gobernaciones de Petrógrado, Nóvgorod, Pskov, Olónets, Arcángel, Cherepovets, y Dvina Septentrional fueron fusionadas en la Unión de Óblasts del Norte. La unión fue, sin embargo, de corta duración y fue abolida en 1919.
El 30 de abril de 1919 el uyezd de Kargopol, anteriormente de la gobernación de Olónets, fue transferido a la de Vólogda. Para 1928 la gobernación de Vólogda constaba de cinco uyezds: Kádnikov, Kárgopol, Totem, Velsk, y Vologod.
El 14 de enero de 1929 el Comité Ejecutivo Central Panruso fusionó tres gobernaciones (Arcángel, Vólogda, y Dvina Septentrional) y el óblast autónomo Komi-Ziriano para crear el krai del Norte con el centro administrativo localizado en Arcángel.

## Demografía

### Ciudades principales
El censo ruso de 1897 dio las siguientes localidades con población por encima de 1,000 personas (En negrita, ciudades con población por encima de 10,000 habitantes)
- Vólogda: 27 705 (de ellos la población rusa 26 798);
- Veliki Ústiug: 11 137 (rusos 10 954);
- Totma: 4 947 (rusos 4 902);
- Ust-Sysolsk: 4 464 (koms 3 699, rusos731);
- Gryazovets: 3 205 (rusos 3 188);
- Nikolsk: 2 553 (rusos 2 509);
- Kádnikov:2 406 (rusos 2 385);
- Velsk: 1 989 (rusos 1 954);
- Solvychegodsk: 1 788 (rusos 1 762);
- Lalsk: 1 124 (rusos 1 123).

### Lengua
Según el censo imperial de 1897, fueron habladas las lenguas siguientes en la gobernación de Vólogda.
| Lengua                                       | Número    | Porcentaje (%) | Hombres | Mujeres |
| -------------------------------------------- | --------- | -------------- | ------- | ------- |
| Ruso                                         | 1,224,138 | 91.23          |         |         |
| Komi                                         | 114,966   | 8.57           |         |         |
| Personas que no mencionaron su lengua nativa | N/Un      |                |         |         |
| Otro                                         | 2 681     | 0.20           |         |         |

### Religión
Según el censo imperial de 1897, casi toda la población era ortodoxa oriental con una minoría pequeña de viejos creyentes. Otras religiones en la gobernación eran mucho menos comunes (no superando 500).
| Religión               | Número    | Porcentaje (%) | Hombres | Mujeres |
| ---------------------- | --------- | -------------- | ------- | ------- |
| Ortodoxa oriental      | 1,332,277 | 99.29          |         |         |
| Otros/Viejos creyentes | 9 508     | 0.71           |         |         |

## Gobernadores
La administración de la gobernación estaba a cargo de un gobernador. Los gobernadores de Vólogda fueron:
- 1798-1800 Fyodor Karlovich Norman, actuando gobernador;
- 1800 Dmitry Borisovich Tolstoy, actuando gobernador;
- 1800 Vasily Petrovich Putimtsev, actuando gobernador;
- 1800 Vasily Ivanovich Lisanevich (nunca tomó la oficina);
- 1800-1806 Alexey Alexeyevich Goryainov;
- 1806-1809 Karl Ivanovich Lineman;
- 1809-1810 Vasily Ivanovich Voyeykov;
- 1810-1814 Nikolay Ivanovich Barsh;
- 1814-1818 Ivan Ivanovich Vinter (Invierno);
- 1818-1821 Ivan Ivanovich Popov;
- 1821-1834 Nikolay Petrovich Brusilov;
- 1834-1836 Stepan Ivanovich Kuzmin;
- 1836-1840 Dmitry Nikolayevich Bologovsky;
- 1841-1850 Stepan Grigoryevich Volkhovsky;
- 1851-1854 Ivan Vasilyevich Romanus;
- 1854-1860 Filipp Semyonovich Stoinsky;
- 1860-1861 Vladimir Filipovich Pfeller;
- 1861-1878 Stanislav Fadeevich Khominsky;
- 1878-1879 Mikhail Petrovich Daragan;
- 1880-1882 Leonid Ivanovich Cherkasov;
- 1882 Alexander Nikolayevich Mosolov;
- 1882-1892 Mikhail Nikolayevich Kormilitsyn;
- 1892-1894 Vladimir Zakharovich Kolenko;
- 1894-1898 Iosif Yakovlevich Dunin-Barkovsky;
- 1898-1900 Alexander Alexandrovich Musin-Pushkin;
- 1901-1902 Leonid Mikhaylovich Knyazev;
- 1902-1906 Alexander Alexandrovich Lodyzhensky;
- 1906-1910 Alexey Nikolayevich Khvostov;
- 1910-1913 Mikhail Nikolayevich Shramchenko;
- 1913 Yakov Dmitrievich Bologovsky;
- 1914-1915 Viktor Alexandrovich Lopukhin;
- 1916 Vladimir Mikhaylovich Strakhov;
- 1916-1917 Alexander Viktorovich Arapov.